# Antoigné
Antoigné és un municipi francès situat al departament de Maine i Loira i a la regió de País del Loira. L'any 2007 tenia 468 habitants.

## Demografia

### Població
El 2007 la població de fet d'Antoigné era de 468 persones. Hi havia 182 famílies de les quals 40 eren unipersonals (32 homes vivint sols i 8 dones vivint soles), 71 parelles sense fills, 63 parelles amb fills i 8 famílies monoparentals amb fills.
La població ha evolucionat segons el següent gràfic:
Habitants censats

### Habitatges
El 2007 hi havia 210 habitatges, 186 eren l'habitatge principal de la família, 12 eren segones residències i 12 estaven desocupats. 208 eren cases i 1 era un apartament. Dels 186 habitatges principals, 152 estaven ocupats pels seus propietaris, 33 estaven llogats i ocupats pels llogaters i 2 estaven cedits a títol gratuït; 4 tenien dues cambres, 21 en tenien tres, 55 en tenien quatre i 107 en tenien cinc o més. 164 habitatges disposaven pel capbaix d'una plaça de pàrquing. A 78 habitatges hi havia un automòbil i a 101 n'hi havia dos o més.

### Piràmide de població
La piràmide de població per edats i sexe el 2009 era:
| Homes | Edats   | Dones |
| ----- | ------- | ----- |
| 4     | 95 o +  | 0     |
| 0     | 90 a 94 | 4     |
| 4     | 85 a 89 | 0     |
| 0     | 80 a 84 | 4     |
| 16    | 75 a 79 | 16    |
| 4     | 70 a 74 | 16    |
| 8     | 65 a 69 | 4     |
| 16    | 60 a 64 | 12    |
| 4     | 55 a 59 | 8     |
| 12    | 50 a 54 | 12    |
| 16    | 45 a 49 | 16    |
| 20    | 40 a 44 | 12    |
| 20    | 35 a 39 | 24    |
| 16    | 30 a 34 | 12    |
| 8     | 25 a 29 | 12    |
| 8     | 20 a 24 | 8     |
| 0     | 15 a 19 | 8     |
| 28    | 10 a 14 | 12    |
| 16    | 5 a 9   | 16    |
| 16    | 0 a 4   | 12    |

## Economia
El 2007 la població en edat de treballar era de 287 persones, 228 eren actives i 59 eren inactives. De les 228 persones actives 214 estaven ocupades (119 homes i 95 dones) i 14 estaven aturades (2 homes i 12 dones). De les 59 persones inactives 27 estaven jubilades, 15 estaven estudiant i 17 estaven classificades com a «altres inactius».

### Ingressos
El 2009 a Antoigné hi havia 188 unitats fiscals que integraven 485 persones, la mediana anual d'ingressos fiscals per persona era de 16.014 €.

### Activitats econòmiques
Dels 8 establiments que hi havia el 2007, 1 era d'una empresa extractiva, 5 d'empreses de construcció, 1 d'una empresa immobiliària i 1 d'una entitat de l'administració pública.
Dels 5 establiments de servei als particulars que hi havia el 2009, 2 eren guixaires pintors, 2 fusteries i 1 electricista.
L'any 2000 a Antoigné hi havia 16 explotacions agrícoles.

## Equipaments sanitaris i escolars
El 2009 hi havia una escola elemental.

## Poblacions més properes
El següent diagrama mostra les poblacions més properes.